# سوئونگ
سوئونگ شهری در کشور کامبوج است که جزو تقسیمات اداری کامپونگ‌سم محسوب می‌شود و جمعیت آن براساس سرشماری سال ۱۹۹۸ میلادی ۴۴٫۶۰۴ نفر بوده که در سال ۲۰۰۵ میلادی به ۵۱٫۴۹۶ نفر افزایش یافته‌است.